# Leptophlebia nebulosa
Leptophlebia nebulosa är en dagsländeart som först beskrevs av Walker 1853.  Leptophlebia nebulosa ingår i släktet Leptophlebia och familjen starrdagsländor. Inga underarter finns listade i Catalogue of Life.